# Horror punk
Horror punk é um estilo musical do punk rock que surgiu no final da década de 1970 nos Estados Unidos.
Mistura a essência sonora agressiva do punk rock com imagens, letras mórbidas e violentas, muitas vezes influenciadas por filmes de terror, filmes B, zumbis, montros, alienígenas e ficção científica. O gênero as vezes se sobrepõe ao death rock, embora o death rock se incline para um som mais gótico e atmosférico, enquanto o horror punk se inclina para um som punk mais caricato e menos atmosférico. A música do horror punk é tipicamente mais agressiva e rápida que o death rock, possuindo influências do hardcore punk e do gênero doo-wop, com coros vocais aliados a temática de terror.
Visualmente, as bandas de horror punk apostam em visuais característicos de filmes de terror, com um estilo de horror caricato, sendo que a aparência com um estilo “punk zumbi” é aquela mais adotada; de forma geral, procura-se uma estética sombria e macabra, ao mesmo tempo bem humorada. A banda Misfits inventou inclusive um tipo de corte de cabelo que se tornou conhecido como devilock.

## Origem
Tudo começou com uma banda de New Jersey chamada Misfits, em 1977, durante a explosão do movimento punk. A banda tinha um som agressivo e suas letras eram voltadas para o horror, violência, zumbis, alienígenas, monstros e outras criaturas. No começo a formação da banda era Glenn Danzig como vocalista e tecladista, Jerry Caiafa (Jerry Only) no baixo e Manny na bateria (não havia guitarrista nesta fase). 
Em 26 de junho de 1979, o Misfits lançou o single "Horror Business", contendo três faixas. As primeiras impressões de "Horror Business" consistiu em 25 cópias promocionais em vinil preto de 7" polegadas e 2.000 cópias em vinil amarelo para venda.Algumas dessas cópias continham um texto informativo que afirmava que a banda havia gravado as músicas em uma casa mal-assombrada, e esse era o motivo de haver estranhos ruídos e vozes inexplicáveis ao fundo. No entanto, a própria banda desmentiu a história. Devido a um erro de fabricação, uma quantidade desconhecida de cópias continha a música Horror Business nos dois lados do disco sobreposta às músicas Teenagers from Mars e Children in Heat no lado b, e alguns encartes também tiveram a capa traseira original adulterada.
Após o fim temporário do Misfits em 1983, o estilo de música foi meio esquecido através dos anos, até que o Misfits voltou com a nova formação em 1995 e com ainda mais temas de terror, com Michale Graves (Vocal), Jerry Only (Baixo), Dr. Chud (Bateria) e Doyle Wolfgang Von Frankenstein (Guitarra), atraindo milhares de fãs, gravando 2 álbuns e uma série de EPs, demos e gravações especiais para o fã clube da banda. A banda voltou tão forte que fizeram turnês por todo o mundo, assinaram com a gravadora Roadrunner, fizeram participações em vários filmes entre 1995 e 2001 e assim ficaram conhecidos no mundo todo.
Após este acontecimento começaram a surgir bandas do mesmo estilo em todos os lugares do mundo. No Brasil havia o Zumbis Do Espaço, que surgiram em 1995 com influências diretas dos Misfits. Em outros lugares do mundo surgiram bandas como The Other (Alemanha) - Inicio dos anos 2000 / Balzac (Japão) - Inicio dos anos 90, também baseados nos Misfits, DieMonsterDie (EUA) - inicio dos anos 2000, e muitas outras.
Porém mesmo com uma alta quantidade de bandas do mesmo estilo ao redor do mundo, não se havia um termo para o gênero, eram simplesmente chamados de punk rock ou rock gótico, até que em 2003 a gravadora Fiend Force Records da Alemanha, administrada por Rod Usher (Vocalista da banda The Other) reuniu bandas do mundo todo em uma compilação em CD e disco de Vinil, com bandas que misturavam punk rock com letras, influências, visuais baseados em terror, filmes B, quadrinhos e tudo relacionado ao Misfits e a cultura do horror, o nome da coletânea foi This Is Horror Punk, com bandas como: The Spook, The Other, Balzac, The Independents, Mad Sin, Dr. Chud's X Ward, Mister Monster, Blitzkid e muitas outras. Assim não teve mais volta, o gênero passou a ser considerado horror punk no mundo todo e as próprias bandas remanescentes e surgentes se rotulavam como horror punk. A coletânea foi um sucesso e após anos o gênero continuou a ser chamado "horror punk". Depois, a gravadora lançou mais uma coletânea This Is Horror Punk - Vol. 2 em 2005. No Brasil foi lançada uma coletânea chamada Isto É Horror Punk Brasil (Claramente baseada na coletânea Européia This Is Horror Punk).